# Bathophilus digitatus
Bathophilus digitatus är en fiskart som först beskrevs av Welsh 1923.  Bathophilus digitatus ingår i släktet Bathophilus och familjen Stomiidae. Inga underarter finns listade.